# Борьба на летних Олимпийских играх 1906
Соревнования по борьбе на внеочередных летних Олимпийских играх 1906 года проходили в Афинах и только по греко-римской борьбе в четырёх весовых категориях: в лёгком, среднем и тяжёлом весах и абсолютной (открытой) весовой категории.
В лёгком весе выступали 12 спортсменов из восьми стран мира (по современному делению). Медали в круговом турнире разыгрывали между собой трое лучших борцов, определённые в предварительных встречах в турнире с выбыванием после поражения. Рудольф Вацтль из Вены победил в обеих финальных встречах (с Карлом Карлсеном в тяжелейшей 40-минутной схватке) и стал чемпионом.
В среднем весе выступали 14 спортсменов из восьми стран мира (по современному делению). Медали в круговом турнире разыгрывали между собой трое лучших борцов, определённые в предварительных встречах в турнире с выбыванием после поражения. Финн Вернер Векман, неофициальный чемпион мира 1905 года, победил в обеих финальных встречах и стал чемпионом.
В тяжёлом весе выступали 10 спортсменов из шести стран мира (по современному делению). Медали в круговом турнире разыгрывали между собой трое лучших борцов, определённые в предварительных встречах в турнире с выбыванием после поражения. Датчанин  Сёрен Йенсен, неофициальный чемпион мира 1905 года, победил в обеих финальных встречах и стал чемпионом.
В абсолютной категории были разыграны награды между победителями в своих весовых категориях. Предсказуемо первое место занял тяжеловес Сёрен Йенсен, второе место досталось средневесу Вернеру Векману, а третье место легковесу Рудольфу Ватцлю.

## Медалисты
| Дисциплина                                           | Золото                                      | Серебро                                     | Бронза                 |
| Весовая категория до 75 килограммов (лёгкий вес)     | Рудольф Ватцль Австрия                      | Карл Карлсен Дания                          | Ференц Холубан Венгрия |
| Весовая категория до 85 килограммов (средний вес)    | Вернер Векман Великое княжество Финляндское | Рудольф Линдмайер Австрия                   | Роберт Беренс Дания    |
| Весовая категория свыше 85 килограммов (тяжёлый вес) | Сёрен Йенсен Дания                          | Анри Баур Австрия                           | Марсель Дюбуа Бельгия  |
| Абсолютная весовая категория                         | Сёрен Йенсен Дания                          | Вернер Векман Великое княжество Финляндское | Рудольф Ватцль Австрия |